# Så går en dag ifrån vårt liv och kommer aldrig åter
Så går en dag ifrån vårt liv och kommer aldrig åter är en roman skriven av Jonas Gardell och utgiven 1998. Den handlar om människors panik i dagens samhälle, en panik om att aldrig hinna leva bara för att man måste uppfylla alla krav omgivningen ställer på en.